# There Is A Time
There Is a Time é o terceiro álbum de estúdio da cantora e atriz estadunidense Liza Minnelli. O lançamento ocorreu sob o selo da Capitol Records, em novembro de 1966, sendo o seu último a ser lançado pela gravadora.
As gravações ocorreram no estúdio da Capitol, em Nova Iorque, entre o mês de abril até o dia 2 de maio de 1966. A produção é de Marvin Holtzman e os arranjos e condução são de Ray Ellis.
O álbum é considerado como "o álbum francês de Minnelli", uma vez que a lista de faixas inclui, em sua quase totalidade, músicas conhecidas por serem cantadas por artistas franceses, tais como: Charles Aznavour, Michel Legrand e Jacques Brel. Além disso, o repertório é de versões em inglês de canções francesas populares.
Em 5 de novembro de 1966, a revista Billboard o incluiu na lista de lançamentos daquele mês. Como forma de promoção, um compacto simples foi levado às rádios. Ele incluiu as canções "I Who Have Nothing" e "Middle of the Street", a primeira música citada, é, na verdade, uma música originalmente gravada em italiano.
Em 1967, a revista HiFi/Stereo Review o incluiu em sua lista de "Best Album of the Year," que incluía os melhores álbuns do ano de 1966, eleitos pelos críticos de música da revista.
Apesar de nunca ter sido lançado individualmente no formato CD, as onze faixas em sua totalidade (e na ordem original), apareceram em duas coletâneas lançadas pela Capitol Records, a saber: em 2006, na The Complete Capitol Collection que adota à capa original de Liza! Liza!; e em 2009, na compilação Finest.

## Recepção crítica
| Críticas profissionais | Críticas profissionais |
| Avaliações da crítica  | Avaliações da crítica  |
| Fonte                  | Avaliação              |
| ---------------------- | ---------------------- |
| AllMusic               | [ 8 ]                  |
| Billboard              | Favorável              |

As resenhas dos críticos especializados em música foram favoráveis. William Ruhlmann, do site AllMusic avaliou com três estrelas e meia de cinco e escreveu que "Minnelli ainda tinha apenas 20 anos quando gravou e lançou There Is a Time, mas ela se apresenta como uma profissional experiente em um conjunto bem escolhido de músicas que combinam bem com seu estilo de performance".
O crítico da revista Billboard incluiu uma resenha na seção "Albums Reviews", na qual afirmou que o álbum era o melhor da cantora até então. Ele pontuou que "as performances vocais e arranjos são da mais alta qualidade" e que o álbum é "definitivamente um vencedor - artisticamente e comercialmente".

## Desempenho comercial
Comercialmente, falhou em aparecer na parada Billboard 200. Atribui-se o mau desempenho à discordância com a época em que foi lançado, uma vez que grande parte do público americano que comprava discos eram adolescentes fãs de rock and roll.

## Lista de faixas
- Créditos adaptados do LP There's A Time, de 1966.[13]

| N.º | Título                              | Compositor(es)                                     | Duração |  |
| 1.  | "There Is a Time (Le Temps)"        | Lees, Charles Aznavour, Davis                      | 2:15    |  |
| 2.  | "I (Who Have Nothing)"              | Jerry Leiber and Mike Stoller, Mogol, Carlo Donida | 2:40    |  |
| 3.  | "M'Lord"                            | Marguerite Monnot, Yussef Mustacchi                | 2:26    |  |
| 4.  | "Watch What Happens"                | Demy, Gimbel, Michel Legrand                       | 2:36    |  |
| 5.  | "One of Those Songs"                | Calvi, Holt                                        | 2:00    |  |
| 6.  | "Days of the Waltz"                 | Jacques Brel, Holt                                 | 2:09    |  |
| 7.  | "Ay Marieke"                        | Jacques Brel, Jouannest                            | 2:40    |  |
| 8.  | "Love at Last You Have Found Me"    | Charles Aznavour, Worth                            | 2:30    |  |
| 9.  | "I'll Build A Stairway to Paradise" | Buddy DeSylva, George Gershwin, Ira Gershwin       | 2:07    |  |
| 10. | "See the Old Man"                   | John Kander, Fred Ebb                              | 2:00    |  |
| 11. | "The Parisians"                     | Alan Jay Lerner, Frederick Loewe                   | 2:00    |  |